# Itero de la Vega
Itero de la Vega is een gemeente in de Spaanse provincie Palencia in de regio Castilië en León met een oppervlakte van 20,93 km². Itero de la Vega telt 171 inwoners (1 januari 2016).

## Demografische ontwikkeling
Bron: INE, 1857-2011: volkstellingen